# 상춘곡
〈상춘곡〉(賞春曲)은 정극인이 지은 79구 매행 4음보의 정형 가사이며, 나옹 화상의 서왕가와 함께 최초의 가사 작품으로 여겨진다.
단종이 폐위되자 벼슬을 버리고 고향인 전북 태인에 가서 살다가, 만년에 그 곳의 봄의 경치를 글로 옮긴 것이다. 봄을 맞아 자연 속에서 안빈낙도하는 양반 사대부의 삶이 유려한 문체 속에 생생하게 살아있다.
상춘곡은 정극인의 시문집인 《불우헌집》에 실려있다.